# Epilering
Epilering er en sammenfattende betegnelse af permanent fjernelse af hår, hvor man også fjerner hårsækkene fra huden.
Ved barbering skæres hårene over ved huden og hårene kommer derfor hurtigere frem end ved epilering. Som alternativ til epilering kan hårene fjernes med voks.
Til epilering bruges en epilator.
| frisurer og hår | Spire Denne artikel om frisurer, hår og kropsudsmykning er en spire som bør udbygges. Du er velkommen til at hjælpe Wikipedia ved at udvide den. |